# 小林美奈
小林 美奈（こばやし みな、1月21日 - ）は、日本の女性声優。ケッケコーポレーション所属。福島県出身。

## 人物
以前はRMEに所属していた。
趣味は料理にとにかくお酢を入れる。特技は水泳、小さい鶴が折れる。資格は宅地建物取引士、書道5段、賃貸不動産経営管理士。

## 出演

### テレビアニメ
2007年
- 天保異聞 妖奇士（女）
- NANA（主婦）
- ぽてまよ（おばさんA）
- REIDEEN（末長レポーター）

2008年
- 屍姫 赫（女性アナウンサー）
- もっけ（怜子の祖母）

2009年
- 青い花（お手伝いさん、女教師）
- 銀魂（百華A）
- クラスメイトはモンキー
- 鉄腕バーディー DECODE:02（タセラの養母）
- とらドラ!（祖母）
- バスカッシュ!（婆や）

2010年
- 裏切りは僕の名前を知っている（職員A）
- 黒執事II（貴族の女）
- 探偵オペラ ミルキィホームズ（2010年 - 2012年、おばあさん、次子のおばちゃん）- 2シリーズ
- とある科学の超電磁砲（園長先生）
- 迷い猫オーバーラン!（老婦人）

2011年
- TIGER & BUNNY（ヘリオスエナジーCEO）
- 夏目友人帳 参（サグメ）

2016年
- 機動戦士ガンダムUC RE:0096（アナウンサー）

2018年
- 伊藤潤二『コレクション』（妻）

### OVA
- 機動戦士ガンダムUC（2011年、アナウンサー）

### Webアニメ
- 伊藤潤二『マニアック』（2023年、母[2]）

### ゲーム
- カヌチ（2008年）
- ワンド オブ フォーチュン2 FD 〜君に捧げるエピローグ〜（2012年、ココ・ウル・ナギル[3]）

### 吹き替え

#### 映画
- エアベンダー
- オーストラリア
- ガルフ・ウォー
- グリーン・ホーネット（女性キャスター）
- 恋するポルノ・グラフィティ（バブルス〈トレイシー・ローズ〉）
- THE BATMAN-ザ・バットマン-[4]
- SUPER8/スーパーエイト
- バビロンA.D.
- ハリー・ポッターと死の秘宝 PART1（グレンジャー夫人）
- 僕のワンダフル・ジャーニー（ヒルダ[5]）
- マーベル・シネマティック・ユニバース
  - アイアンマン2 - 劇場公開版
  - アベンジャーズ（女性リポーター）
  - マーベルズ（自動音声女性1[6]）
- ランボー/最後の戦場

#### ドラマ
- WITHOUT A TRACE/FBI 失踪者を追え!
- 華麗なるペテン師たち4
- 救命医ハンク セレブ診療ファイル（シーラ・モンゴメリー、ロイス）
- ギルモア・ガールズ
- クローザー（シャロン・レイダー〈メアリー・マクドネル〉）
- コールドケース 迷宮事件簿（ヴァネッサ、シェリー）
- ザ・ホワイトハウス（シーラ）
- ザ・ユニット 米軍極秘部隊
- CSI:ニューヨーク
- CSI:マイアミ
- しあわせの処方箋
- ゾウズ・フー・キル 殺意の深層
- ナース・ジャッキー
- プリズン・ブレイク
- ホワイトチャペル2 終わりなき殺意
- マードック・ミステリー 〜刑事マードックの捜査ファイル〜（セシル・ブラクストン）
- Major Crimes 〜重大犯罪課（シャロン・レイダー〈メアリー・マクドネル〉）
- ムーンナイト（2022年、ドナ）
- 名探偵ポワロ マギンティ夫人は死んだ（スイーティマン）
- リゾーリ&アイルズ2（ニコル・マティオ）
- 私はラブ・リーガル2（フェイ・ヌーランド）

#### アニメ
- シュレック フォーエバー（歯車の魔女）

### ボイスオーバー
- ウガンダの野生動物を守れ
- 検証アトランティスは南米にある?
- スパイダーマニア
- 選挙資金はこうして集める
- 動物マジックの種明かし
- ファラオになった女達